# Bokuseki

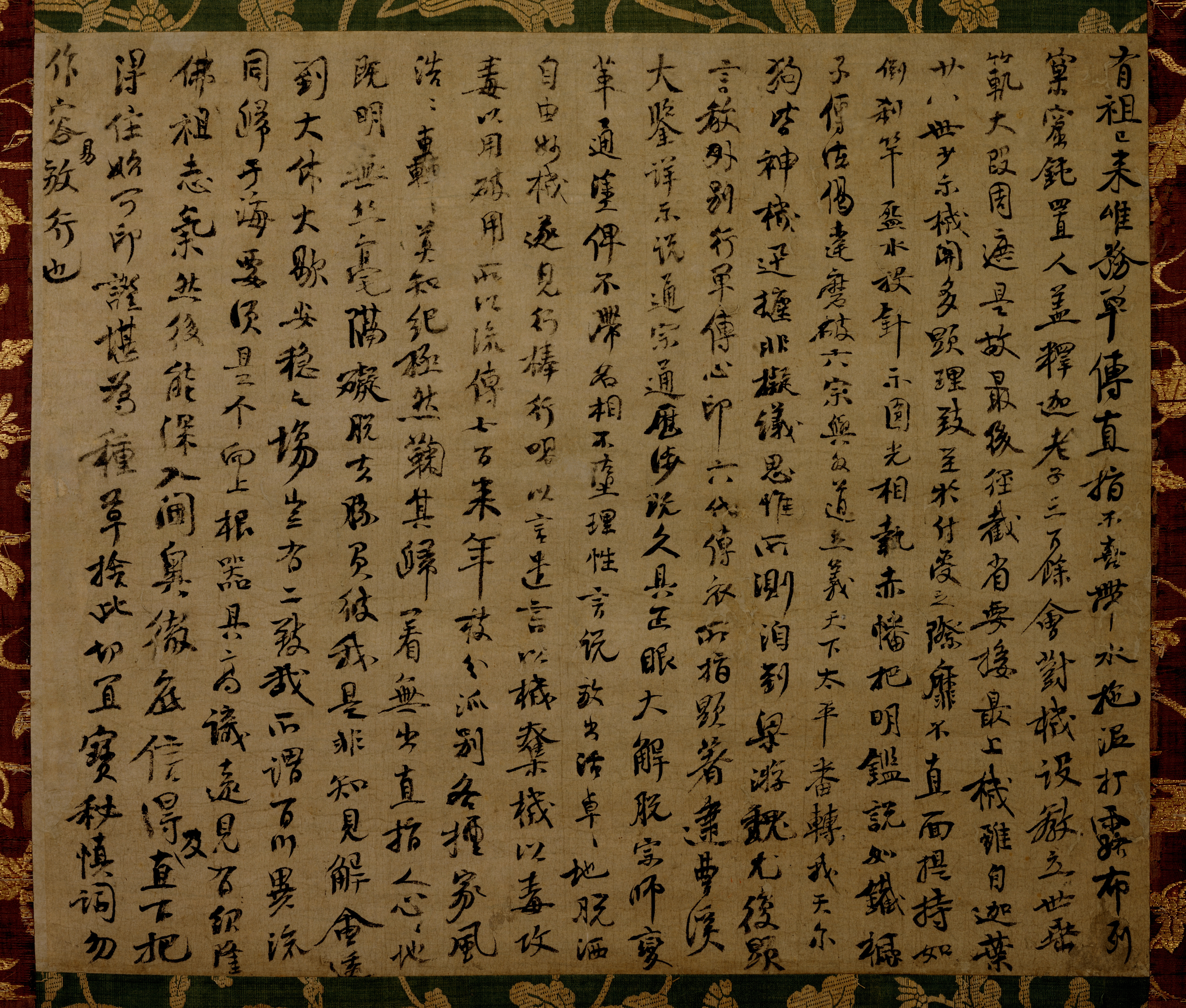
Un exemple de calligraphie japonaise : le Certificat de l' achèvement spirituel des Bouddhistes

Bokuseki (墨跡) est un terme japonais qui signifie « trace d'encre » et renvoie à une des formes de la calligraphie japonaise (shodō) et plus particulièrement à un style de zenga (en) développé par des moines zen. 

## Caractéristiques
Le bokuseki se caractérise souvent par des coups de pinceau audacieux, volontaires et fréquemment abstraits  visant à montrer l'état d'esprit pur du calligraphe. Le but de la pratique du bokuseki est de représenter un moment unique de conscience en peignant chaque mot ou passage d'une seul souffle, en réalisant en fin de compte le zen et en manifestant sa pratique du zazen en action artistique et physique. Fondamentalement, le bokuseki est le reflet de l'action spontanée du calligraphe (voir : Tathagatagarbha) libre de son esprit superficiel ou tourné vers la rationalité.
Le bokuseki ne montre pas seulement la forme d'un caractère et n'exprime pas seulement le contenu de ce signe, alors que (surtout en Occident, et plus récemment), l'augmentation des traces d'encre ne reflète aucun caractère et ne « traduit » donc pas ce qu'ils sont. Au contraire, des traces d'encre sont toujours le témoignage vivant d'un moment intensément vécu. Plus le moment durant lequel la trace d'encre est créée est puissamment vécu, plus présente en elle est son essence. Comme l'écrit un maître bokuseki :

« La trace d'encre n'est pas calligraphie, c'est quelque chose qui vient de la cause première. Si vous faites un personnage, vous devez être vous-même ce caractère essentiel. »

— Tetsuo Roshi Nagaya Kiichi
Le bokuseki est ainsi créé dans un court instant irremplaçable, dans une méditation unique fondée sur un acte. La tension interne, la dynamique, l'énergie de la trace d'encre, tout cela est une « impression de l'esprit ».